# Emmanuelle Urien
Emmanuelle Urien, née le 5 mars 1970 à Angers, est une femme de lettres française.

## Biographie
Gestionnaire et linguiste de formation, elle travaille en entreprise avant de se lancer en 2003 dans l'écriture. Elle tente les concours de nouvelles et décroche plus de 100 prix. Publiée dans de nombreuses revues et anthologies, elle écrit des ouvrages en nom propres chez Gallimard, Denoël, Bayard… 
Emmanuelle Urien écrit également des fictions pour Radio France (Les Petits Polars, Les Petites Histoires) et elle est aussi musicienne, chanteuse et traductrice. 

## Ouvrages publiés
- Court, noir, sans sucre, L'Être minuscule, 2005  (ISBN 978-2952571302).
- Toute Humanité mise à part, Quadrature, 2006  (ISBN 978-2960050639).
- La Collecte des monstres, éditions Gallimard, 2007  (ISBN 978-2070783571).
- Jazz me down, éditions de l'Atelier In8, 2008  (ISBN 978-2916159553).
- Tu devrais voir quelqu'un, éditions Gallimard, 2009  (ISBN 978-2070123568).
- Vénus Atlantica, éditions de l'Atelier In8, 2010  (ISBN 978-2916159904).
- Tous nos petits morceaux, D'un Noir si Bleu, 2011  (ISBN 978-2916499611).
- C'est plutôt triste, un homme perdu, éditions Onlit, 2012 (ASIN B007UPV2DM).
- L’Art délicat de rester assise sur une balançoire, Denoël, 2013  (ISBN 978-2207113370).
- Ce qu’endurent les anges, D’un noir si bleu, 2013.
- Du temps de cerveau humain disponible, (avec Manu Causse) Editions de l’Atelier, 2014  (ISBN 978-2-36224-048-5).
- Le bruit de la gifle, Quadrature, 2014.
- Batman : Nightwalker, Bayard Jeunesse, 2018.
- Principe de précaution

## Distinctions
- 2010 : Prix du Premier roman des Lycéens du Touquet pour Tu devrais voir quelqu'un[3]
- 2008 : Coup de cœur de la Fnac pour Jazz me down[3]
- 2007 : Prix Salondulivre.net pour Toute Humanité mise à part[4]
- 2007 : Prix de la ville de Balma pour Toute Humanité mise à part[5]
- 2006 : Prix du Scribe, Place aux Nouvelles (Lauzerte) pour Court, noir, sans sucre[6]
- 2007 : Coup de cœur du Point pour La Collecte des monstres[3]
- 2014 : Prix Jeunesse du Festival Place aux Nouvelles, Lauzerte